# 普皮恩努斯
普皮恩努斯·马克西穆斯（Marcus Clodius Pupienus Maximus，178年—238年7月29日），罗马帝国皇帝，于238年在位。

## 生平
235年，不受军队拥护的罗马皇帝亚历山大·塞维鲁被军队推翻。军队拥护马克西米努斯·色雷克斯成为皇帝，并将亚历山大·塞维鲁杀害。
而马克西米努斯出身蛮族，元老院以及帝国各地均对他的即位不满。238年，非洲行省的出身名门的戈尔迪安一世起事反对马克西米努斯，罗马元老院及整个意大利均支持戈尔迪安一世（此时马克西米努斯不在意大利）。不久，戈尔迪安一世及其子戈尔迪安二世为附近的努米底亚的总督卡佩里亚努斯所败，戈尔迪安二世阵亡，戈尔迪安一世亦自杀。而马克西米努斯也率军直逼罗马。
此时，罗马城内，元老院拥立富有军事才能的普皮恩努斯·马克西穆斯和德高望重的巴尔比努斯两人为新的皇帝。由普皮恩努斯负责统率军队对抗马克西米努斯，由巴尔比努斯负责罗马的内政。
普皮恩努斯在意大利采用紧壁清野的战术，马克西米努斯的军队围攻阿奎萊亞不下，军队发生骚乱，马克西米努斯被杀，军队宣布拥护普皮恩努斯和巴尔比努斯。
但是这场胜利后不久，罗马城内禁卫军却突然发生暴乱，普皮恩努斯和巴尔比努斯两人均被杀害。